# Cephisus (geslacht)
Cephisus is een geslacht van halfvleugeligen uit de familie Aphrophoridae. De wetenschappelijke naam van dit geslacht is voor het eerst geldig gepubliceerd in 1866 door Stål.

## Soorten
Het geslacht Cephisus omvat de volgende soorten:
- Cephisus jacobii Lallemand, 1912
- Cephisus sanguisugus Jacobi, 1908
- Cephisus siccifolius (Walker, 1851)